# Князья-помощники Папского трона
Князья-помощники Папского Трона — наследственные должности Папской Курии. Они датируются началом XVI века, и пережили реформу Префектуры Папского Дома в 1968 году. На сегодняшний день это единственные наследственные посты всё ещё используемые в Ватикане — Князья-помощники Папского Трона.
Есть два поста, которые в настоящее время занимают князь дон Карло Торлония, князь Торлония, князь Фучино и князь Канино и Музиньяно, и князь дон Маркантонио Колонна, князь и герцог Пальяно. Семейство Колонна является князьями-помощниками с 1710 года, хотя их папское высочайшее право датируется только с 1854 года. Семейство Торлония было назначено в 1958 году (их право датируется также с 1854 года), в наследование князьям Орсини, которые были князьями-помощниками с 1735 года по 1958 год.